# Magín Jardín
Magín Jardín (Cervera, 30 de diciembre de 1782-Madrid, 17 de febrero de 1869) fue un músico español.

## Biografía
Nació en la localidad ilerdense de Cervera en 1782. Además de haber sido primer clarinete de la Real Capilla en 1858, fue el primer maestro de flauta que tuvo el Conservatorio de Música de Madrid. Entre sus alumnos, se contaron Pedro Sarmiento y Verdejo y Feliciano Primo Agero y Amatey. Era tío carnal de la arpista Josefa Jardín. Falleció en Madrid en 1869.